# Índice del mercado de bonos

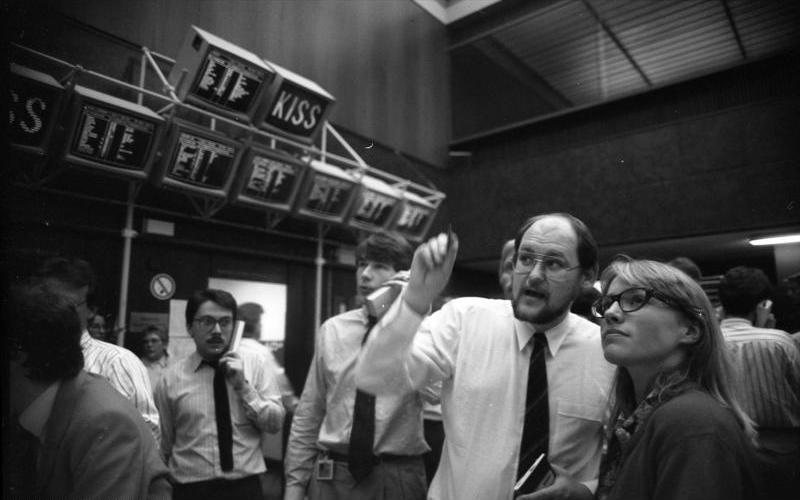
Bolsa alemana en Frankfurt am Main en 1988.

Un índice de bonos o el índice del mercado de bonos es un método para medir el valor de una sección del mercado de bonos. Se calcula a partir de los precios de determinados bonos (por lo general un promedio ponderado ). Es una herramienta utilizada por los inversores y gestores financieros para describir el mercado, y para comparar el rendimiento de determinadas inversiones .
Un índice es una construcción matemática, por lo que no se puede invertir en forma directa. Sin embargo, muchos fondos de inversión y fondos cotizados hacen un intento de "rastrear" un índice.

## Tipos de índices
Los índices de bonos se pueden clasificar en función de sus características generales, como si se componen de bonos del gobierno, bonos municipales, bonos corporativos, bonos de alto rendimiento , valores respaldados por hipotecas , préstamos sindicados o apalancamiento , etc. También se pueden clasificar con base en su calificación crediticia o la madurez.
Los índices de renta fija suelen ser índices de la tasa de retorno y se utilizan sobre todo como tales: a ver el rendimiento de un mercado en el tiempo. Además de rendimientos, los índices de bonos generalmente también tienen rentabilidad, la duración, y la convexidad, que se agregan a partir de bonos individuales.
Los índices de renta fija por lo general incluyen los valores individuales más que los índices del mercado de valores, y son más amplios y basados en normas. Esto permite a los administradores de cartera predecir qué tipo de problemas tiene el índice.

## Ponderación
La mayoría de los índices de bonos se ponderan por capitalización bursátil . Esto se traduce en el problema de los vagos, en la que los emisores menos solventes con una gran cantidad de deuda pendiente de pago constituyen una gran parte del índice de los más solventes.

## Índices y gestión de inversiones pasivas
Índices de renta fija son más difíciles de replicar en comparación con los índices del mercado de valores debido a la gran cantidad de cuestiones. Por lo general, los gestores de carteras definen puntos de referencia adecuados para sus carteras, y el uso de un índice existente o crear mezclas de los índices basados en sus mandatos de inversión. A continuación, comprar un subconjunto de los números disponibles en su índice de referencia, y utilizan el índice como una medida de la rentabilidad de la cartera de mercado para comparar el rendimiento de su cartera frente. A menudo, el promedio de duración de la mercado puede no ser la duración más adecuada para una determinada cartera. La replicación de las características de un índice se puede lograr mediante el uso de futuros de los bonos para que coincida con la duración del índice de bonos.